# Turtmanntaler Aussichtsweg

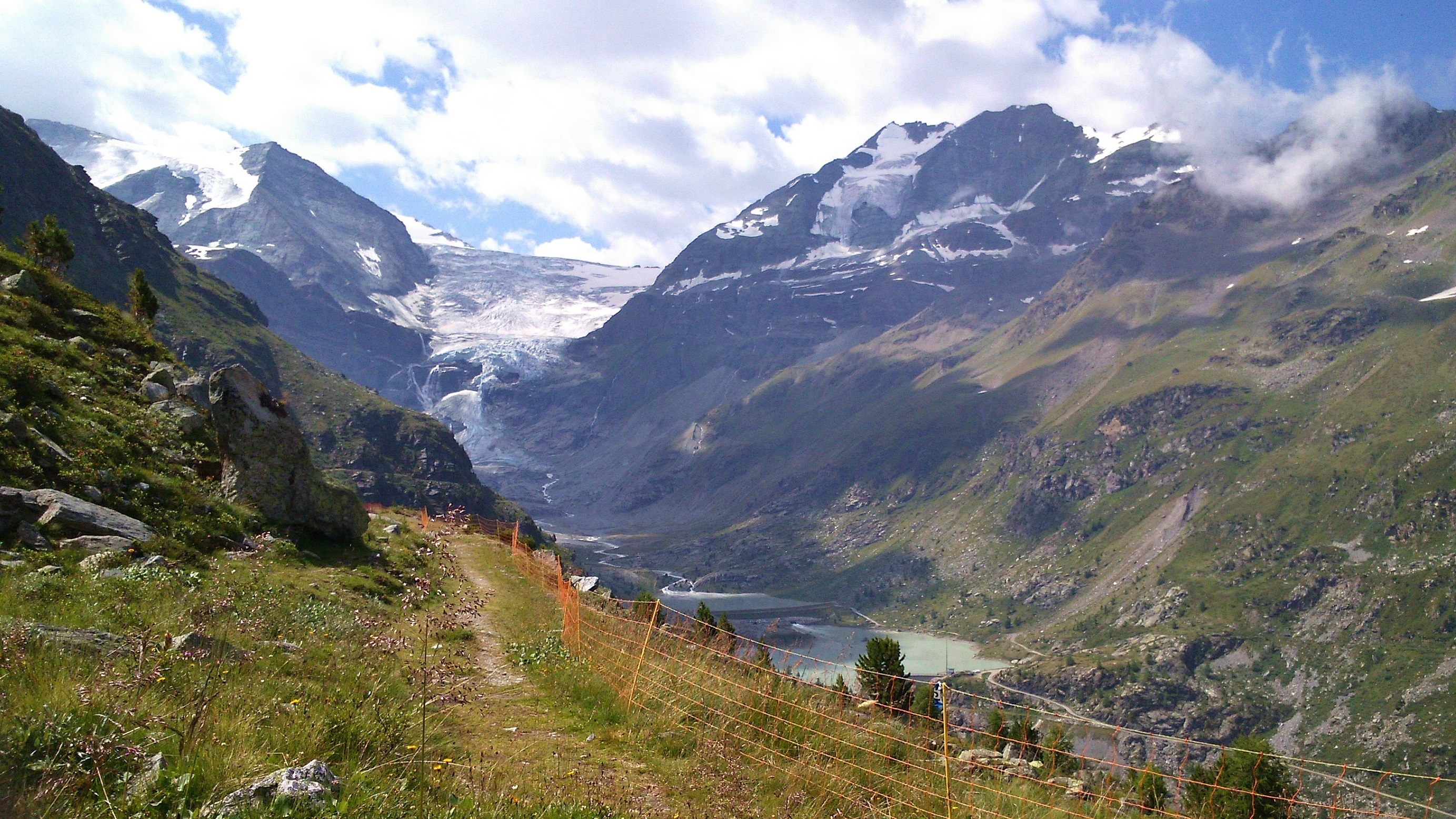
Blick von Holustei auf den weiterführenden Panoramaweg.

Als Turtmanntaler Aussichtsweg wird die Schweizer Wanderroute 185 (eine von über 270 lokalen Routen) in den Walliser Alpen bezeichnet.
Er startet beim Hotel Schwarzhorn in Gruben/Meiden (1820 m ü. M.) im Turtmanntal und steigt auf seiner Ostseite empor – bis Grüobu entgegen der 22. Etappe des Alpenpässe-Wegs (nationale Route 6) – nach Gigi Oberstafel (2311 m ü. M.). Aussichtsreich geht es fast eben auf etwa 2350 m ü. M. nach Süden, bevor über die Kapelle Holustei (2224 m ü. M.) nach Vorder Sämmtum (1901 m ü. M.) abgestiegen wird. Der Turtmänna abwärts folgend, gelangt man zurück zum Ausgangspunkt.
Die Streckenlänge beträgt 13 Kilometer, man hat 860 Höhenmeter auf- und abzusteigen und sollte mit 4 Stunden und 40 Minuten Wanderzeit rechnen. Zum Startpunkt gelangt man mit einem Bus von Oberems. Reist man mit dem Privatauto an, parkiert man vorteilhafterweise am Ende der Fahrstrasse auf dem Parkplatz Sänntum und geht den Weg dann am besten umgekehrt, also zunächst nach Holustei. Die Parkierungsmöglichkeiten in Gruben Meiden sind sehr beschränkt.

## Panoramaweg
Die Wanderung lässt sich nach Süden noch erweitern, wenn man dem im Bild sichtbaren Weg – angeschrieben: Panoramaweg Turtmanntal – folgt (und nicht nach Holustei absteigt). Man gelangt dann zum Turtmannsee (2176 m ü. M.), welchen man auf der Staumauer überquert; links der Turtmänna geht es talaus, bevor man diese beim Schluchtenweg überquert und diesem bis zu der Einmündung in den Aussichtsweg etwas oberhalb des Parkplatzes folgt. Die Strecke ist dann gut drei Kilometer länger, aber auch flacher; die Wege sind gut ausgeschildert.
Südöstlich oberhalb des Stausees steht die Turtmannhütte (2523 m ü. M.), welche auch einen Besuch wert ist. Dazu wären dann aber noch weitere 230 Höhenmeter (vom Wegabzweig oberhalb des Sees) zu bewältigen. Falls man sein Fahrzeug in Sänntum geparkt hat, könnte man auf den nördlichen Teil auch verzichten und dadurch die Gesamtstrecke entsprechend verkürzen.

## Nachweise
1. ↑  Alle lokalen Routen bei SchweizMobil.
2. ↑  Weg auf der Karte von «OpenStreetMap» & «Waymarked Trails»
3. 1 2  Wegerweiterung bei «OpenStreetMap» & «Waymarked Trails»